# Cerro Negro (Nicarágua)
Cerro Negro é um vulcão no departamento de León, Nicarágua a 728 metros de altitude.